# Лукаш Скорупський
Лукаш Скорупський (пол. Łukasz Skorupski, нар. 5 травня 1991, Забже) — польський футболіст, воротар клубу «Болонья» та збірної Польщі.

## Клубна кар'єра
Народився 5 травня 1991 року в місті Забже. Розпочав свою кар'єру в клубі «Погонь» з рідного міста, а у 2003 році перейшов у академію більш титулованого клубу міста «Гурник». Перед початком сезону 2008/09 він був включений до заявки першої команди «Гурника», однак грав тільки на юніорському чемпіонаті Польщі. У лютому 2011 року він був відданий в оренду до кінця сезону у «Рух» (Радзьонкув), в за який зіграв 14 ігор у другому дивізіоні. У червні він повернувся до «Гурника», а 31 липня дебютував за рідну команду у польській Екстракласі під час матчі зі «Шльонськом» (1:1). Загалом за два сезони взяв участь у 56 матчах чемпіонату.
14 липня 2013 року перейшов у італійську «Рому», підписавши чотирирічний контракт, але не зміг виграти конкуренцію у іншого новачка Моргана Де Санктіса, через що виходив вкрай рідко. Дебютував за клуб у матчі Кубка Італії з «Сампдорією» (1:0) 9 січня 2014 року, а в Серії А вперше вийшов лише у передостанній грі сезону проти «Ювентуса» (0:1), він також зіграв і в останньому турі проти «Дженоа» (0:1). У наступному сезоні він дебютував у Лізі чемпіонів 30 вересня 2014 року у грі з «Манчестер Сіті» (1:1). Всього у другому сезоні зіграв в 11 матчах в усіх турнірах, з них лише 3 у Серії А.
30 червня 2015 року був відданий в оренду на два роки в «Емполі». Більшість часу, проведеного у складі «Емполі», був основним голкіпером команди, але за результатами сезону 2016/17 клуб вилетів з Серії А. Після цього Лукаш повернувся до «Роми», ставши дублером Алісона.
Влітку 2018 року став гравцем «Болоньї», якій трансфер голкіпера обійшовся в орієнтовні 9 мільйонів євро. У новій команді відразу ж став основною опцією тренерського штабу на воротарській позиції.

## Виступи за збірні
Протягом 2011—2012 років залучався до складу молодіжної збірної Польщі, брав участь у Турнірі чотирьох націй, в якому він зіграв три матчі. На молодіжному рівні зіграв у 8 офіційних матчах, пропустив 16 голів.
14 грудня 2012 року дебютував в офіційних матчах у складі національної збірної Польщі в товариській грі з Македонією (4:1).
| Дата       | Місто   | Господарі | Результат | Гості              | Турнір           | Голи | Примітки |
| ---------- | ------- | --------- | --------- | ------------------ | ---------------- | ---- | -------- |
| 14-12-2012 | Анталья | Польща    | 4 – 1     | Північна Македонія | товариський матч | -1   |          |
| 27-3-2018  | Варшава | Польща    | 3 – 2     | Південна Корея     | товариський матч | -2   | 46'      |
| 15-11-2018 | Гданськ | Польща    | 0 – 1     | Чехія              | товариський матч | -1   |          |
| Усього     |         | Матчів    | 3         |                    | Голів            | -4   |          |

## Титули і досягнення
- Володар Кубка Італії (1):

«Болонья»: 2024-25